# Comunione e Liberazione
A Comunione e Liberazione (olasz; jelentése Közösség és Felszabadulás) olyan katolikus lelkiségi mozgalom, amely a római katolikus egyház tanítását vallva, annak céljai megvalósulása érdekében tevékenykedik a társadalomban.

## Tevékenysége
A Comunione e Liberazione mozgalom (rövidítve: CL) nem szervezetként vagy struktúraként jelenik meg, nincs tagsági igazolvány, és nem szakosodik a hitélet egyetlen konkrét részére vagy tevékenységére sem. A mozgalom célja a hozzá csatlakozók keresztény nevelése és az Egyház küldetésében való együttműködés a modern társadalomban. Hangsúlyozza az Egyház tanításán alapuló közösség fontosságát. Megkísérlik emberibbé tenni azt a világot, azt a környezetet, azokat a körülményeket, amelyekkel találkoznak.
A Mozgalomhoz csatlakozók alapvető képzési formája a hetenkénti hitoktatás, amelynek neve „a Közösség Iskolája”. Ennek elemei: ima, lehetőleg közös éneklés, egy szöveg, az azon való személyes elmélkedés és a közösségi találkozás. A Közösség Iskoláját, mely missziós jellegű, nagyrészt a munkahelyeken, iskolákban vagy plébániákon tartják.
A Mozgalom felnőtt tagjai létrehoztak kulturális, karitatív és vállalkozói műveket, az Egyház szociális tanítása szerint és a katolikus mozgalom vonalába illeszkedve. Sokan ezek közül közreműködtek a Compagnia delle Opere (Művek vagy Alkotók Társasága) létrehozásában és növekedésében; ezen társaság több mint 30 000 karitatív és vállalkozói kezdeményezést fog össze, amelyek az Egyház társadalmi tanításának elveit az emberi szükségletekre adott válaszként próbálják megvalósítani.
A Mozgalom által immár huszadik éve megrendezett egyik kiemelkedő kulturális eseménye a Rimini Meeting, amely minden augusztusban egy héten át kínál kiállításokat, előadásokat, kerekasztal-beszélgetéseket, színielőadásokat, koncerteket. A 2008. augusztus 24-30 között rendezett 29. Rimini Meeting keretében 150 találkozó és kerekasztal-beszélgetésre, valamint 24 előadásra került sor, amelyeken összesen 333 előadó vett részt. A hét során 12 kiállítást tekinthettek meg az érdeklődők és számos sporteseményt is szerveztek. Az előadásokon és koncerteken több mint 60 000 ember vett részt. A Meetingnek összesen több mint 700 000 látogatója volt, és közel 4000 önkéntes – többségében olasz és számos külföldi fiatal – segítette a programok lebonyolítását.

## Közösségi formái
A Mozgalmon belül létrejött közösségi formák közül az egyik legkiemelkedőbb a Testvériség (Fraternitá). Ez világiak pápai jogú társulása, amelyet a 70-es években volt egyetemisták hoztak létre azzal a céllal, hogy közösségben mélyítsék el Egyházhoz tartozásukat és segítsék egymást hitük megélésében. A Testvériséget II. János Pál pápa 1982. február 11-én ismerte el, hangsúlyozván a CL szerepét az Egyház evangelizációs munkájában, különösen a társadalom elkereszténytelenedett területein. Ma a Testvériség csaknem 40 000 tagot számlál, szabadon szervezett kisebb nagyobb csoportokban. A Testvériséghez csatlakozás a személytől az egyéni imaélet napi rendszerességét kéri, lelkigyakorlaton való részvételt, valamint a Testvériség missziós, karitatív és kulturális kezdeményezéseinek anyagi támogatását.
A Mozgalom tapasztalatából és annak kibontakozásaképpen született meg a Memores Domini nevű apostoli társulás, amelyet a Laikusok Pápai Tanácsa hivatalosan 1988. december 8-án ismert el. A társulás tagjai olyan világiak, akik azt választották, hogy a szüzességben szentelik magukat Istennek. A tagok férfi és női házakban élnek, Nursiai Szent Benedek reguláját követik, egyesítve az elmélkedő és a missziós életmódot.
A Fraternitá San Carlo Borromeo (Borromei Szent Károly Papi Testvériség) 1985-ben jött létre a CL-n belül. További elnevezési: Borromeo Szent Károly misszionáriusai Papi Testvériség, Szent Károly Papi Testvériség, Szent Károly Testvériség. Don Giussani bátorítására alapította Massimo Camisasca olasz pap Milánóban. A Mozgalomhoz tartozó papok célja egy olyan közösség létrehozása volt, amelynek tagjai támogatják egymást hivatásukban, megélik a CL karizmáját, különös tekintettel a misszióra, amelynek vállalására tudatosan készülnek.

## Története
A mozgalom Milánóban született, 1954-ben, Luigi Giovanni Giussani katolikus pap alapította. A milánói G. Berchet Gimnáziumban hittan tanárként a keresztény hit észszerűségéről beszélt a diákoknak. A diákok egyre nagyobb csoportját eleinte Gioventù Studentescának, vagyis Tanuló Ifjúságnak nevezték. 1969-ben vette fel a mozgalom jelenlegi nevét. Bár iskolai környezetben, fiataloknak szóló javaslatként született, a CL ma mindenkihez szól, korra, foglalkozásra, társadalmi helyzetre, nemzetiségi hovatartozásra való tekintet nélkül. Valamennyi földrészen, több mint 75 országban van jelen. 1982-ben a Laikusok Pápai Tanácsa elismeri a Comunione e Liberazione Testvériségét. Központi Diakóniájának elnöke don Giussani. Az alapító 2005. február 22-én bekövetkezett haláláig vezette a CL-t, annak Testvériségét és a Memores Domini apostoli társulást.
Magyarországon a CL a 80-as évek második felében kezdett gyökeret verni, magyar fiatalok közösségében, olasz barátaik révén. Jelenleg egy 25 főből álló felnőtt (családosok és egyedülállók) és egy 10–12 fős egyetemista közösség működik. A közösségen belül tizenhárman tartoznak a Testvériséghez, egy közülük a Memores Domini tagja. A közösség életét ugyanaz jellemzi, mint más közösségekét: egymást segítő barátság, egyéni elmélkedések és annak megosztása a Közösség Iskolájában; lelkigyakorlatok, táborok, ünnepek és erőinkhez mért jelenlét a magyar Egyház életében. A Borromei Szent Károly Papi Testvériség két tagja szolgál 2005 őszétől Budapesten.